# اندوور، همپشر
اندوور (به انگلیسی: Andover) شهری است در بخش انگلیسی همپشر که در انگلستان واقع شده است. طبق سرشماری سال ۲۰۰۱، این شهر ۵۲۰۰۹ نفر جمعیت دارد.